# Onthophagus otjivarongus
Onthophagus otjivarongus là một loài bọ cánh cứng trong họ Bọ hung (Scarabaeidae).